# Ukeshima
La isla Ukeshima  (en japonés: 請島) es una isla en el suroeste del país asiático de Japón, al norte de Okinawa, que posee una superficie de 13,34 km² y una población de alrededor de 200 personas.
Es parte del archipiélago de las islas Amami, en el grupo de las  islas Ryukyu y al igual que otras islas de su grupo es parte de la prefectura de Kagoshima y del distrito de Oshima.
En la isla se habla amami del sur uno de los idiomas de las islas Ryukyu.